# Giorgia Whigham
Giorgia Whigham (née le 19 août 1997) est une actrice américaine.  Elle est surtout connue pour son rôle de Kat et Amy Bendix dans les séries Netflix 13 Reasons Why et The Punisher.

## Biographie
Giorgia Whigham est née le 19 août 1997 à New York, Etats-Unis. Son père est l'acteur Shea Whigham. 

## Carrière
Elle fait sa première apparition dans le monde du théâtre avec Ellery Sprayberry dans le court-métrage Pinky en 2016.  Après ses débuts d'actrice, elle a joué dans diverses émissions de télévision, notamment Shameless, Son of Zorn, 13 Reasons Why et The Orville,. 
En 2017, elle a partagé la vedette dans le film Saving Zoë, une adaptation du roman pour jeunes adultes du même titre d’Alyson Noël, aux côtés de ses sœurs et actrices, Laura et Vanessa Marano. Le 13 septembre 2017, il a été annoncé qu'elle fera partie de la saison 3 de la série Scream diffusée sur la MTV pour jouer le rôle de Beth. 
Le 26 février 2018, il a été annoncé qu'elle participerait à la deuxième saison de la série Netflix The Punisher 
En avril 2022, elle est annoncée dans le casting de la série Ted : la série, adaptée du film éponyme, tous deux produits par Seth MacFarlane. Elle interprète le rôle de Blaire Bennett. La même année, elle revient dans le dernier épisode de la troisième saison de la série The Orville, également créée et produite par Seth MacFarlane.

## Filmographie

### Cinéma

#### Longs métrages
- 2018 : Sierra Burgess Is a Loser d'Ian Samuels : Chrissy
- 2019 : Sauver Zoé (Saving Zoë) de Jeffrey G. Hunt : Carley
- 2020 : What We Found de Ben Hickernell : Cassie

#### Courts métrages
- 2016 : Pinky de Roja Gashtili et Julia Lerman : Nadia
- 2019 : N.I. de Sallyanne Massimini : Samantha

### Télévision

#### Séries
- 2016 : Shameless : Toria
- 2016 - 2017 : Son of Zorn : Shannon
- 2017 : 13 Reasons Why : Kat
- 2017-2022 : The Orville : Lysella (saison 1, épisode 7 et saison 3, épisode 10)
- 2017 : Chance : Pepper Atkinson
- 2018 : Animal Kingdom : Sarah
- 2018 : Dirty John : Denise adolescente
- 2019 : The Punisher : Amy Bendix (rôle principal saison 2 - 11 épisodes)
- 2019 : Scream : Beth
- 2020 : Into the Dark : Shauna
- 2020 - 2021 : Legacies : Jade (saison 2, épisodes 12, 13 et 14 et saison 3, épisode 3)

#### Téléfilm
- 2017 : The Legend of Master Legend de James Ponsoldt : Ashleigh